# La Décharge
Pour le film de Jacques Baratier également intitulé « La Décharge », voir La Ville bidon.
La Décharge est un roman de Béatrix Beck publié le 24 janvier 1979 aux éditions du Sagittaire et ayant obtenu le prix du Livre Inter la même année.

## Résumé
Noémi Duchemin vit avec sa famille dans une maison miteuse près du cimetière et de la décharge du village où son père travaille. Sa professeure lui demande d’écrire sur sa vie ce qui permet à Noémi de présenter son univers sous un angle différent.

## Développement
Dans Le Monde, l'auteure explique

« La Décharge exprime la délivrance qu'a constituée pour moi la rédaction d'un vrai, d'un premier roman - après des récits romancés destinés à faire de mon passé table rase. »

## Éditions
- La Décharge, éditions du Sagittaire, 1979  (ISBN 2-7275-0068-8)